# Multiumfeld-Tarnmuster 16 (камуфляж)
Multiumfeldtarnmuster-16 (від нім. Multiumfeld-Tarnmuster 16, дослівно — мультиландшафтний камуфляжний візерунок, модель 2016 року) — деформаційний військовий камуфляж, що з 2022 року використовується для стандартної польової та парадної форми збройними силами Швейцарії.

## Історія
На початку 2018 року Збройними силами Швейцарії була представлена нова «Модульна система одягу та спорядження» (нім. Modulares Bekleidungs- und Ausrüstungssystem або MBAS), що мала з 2022 року замінити попередній «Бойовий одяг 90/06» (нім. Kampfbekleidung 90/06).
Разом з дизайном одностроїв було змінено шаблон камуфляжного візерунку. Новий малюнок камуфляжу став блідішим і з нього було прибрано чорний колір. У 2018 році новий шаблон камуфляжу вже використовувався в Armee-Aufklärungsdetachement 10 (Армійський розвідувальний загін 10), а нову модульну систему одягу та спорядження (Modulares Bekleidungs- und Ausrüstungssystem або MBAS) планується повністю впровадити в усіх Збройних силах Швейцарії до 2022 року.

## Опис
Загальний візерунок нового швейцарського камуфляжу принципово не змінився порівняно з попередньою моделлю і залишився впізнаваним, але змінилась його колірна гама.
Шаблон нового камуфляжного візерунку складається з нерегулярних плям темно-коричневого, світло-коричневого та зеленого кольору на бежевому тлі. Плями червоного кольору, характерні для камуфляжу Збройних сил Швейцарії 50-80-х років минулого століття (TAZ 83) зникли ще в шаблоні камуфляжу TAZ 90. В новому Multiumfeld-Tarnmuster 16 тепер також відсутній і чорний колір, який замінено на світло-коричневий. Загалом в новому камуфляжі домінують коричневі та темно-бежеві тони. Таке рішення було прийняте через те, що старі колірні гами камуфляжів створювались для ефективного маскування військових у швейцарському змішаному лісі. Але оперативні пріорітети та зони дії армії змінилися і тепер домінуючі кольори камуфляжу призначені для забезпечення оптимального маскування в будь-якому середовищі, зокрема в урбаністичних та міських районах, де місцевість не є переважно зеленою.

## Захист авторських прав
Швейцарська армія хоче обмежити комерційне поширення свого камуфляжу. Запис про захист торгової марки забороняє комерційним постачальникам пропонувати одяг зі швейцарським камуфляжем. За словами речника Armasuisse Кай-Гуннара Сіверта, в першу чергу захищаються контури й форми плям, а також поєднання кольорів: «Захист спрямований на те, щоб жодні копії одностроїв з новим швейцарським камуфляжем не поширювалися». Щоб підкреслити походження, в малюнок камуфляжу вбудовано мікроскопічні написи на кшталт «Swiss Army», «Armee Suisse» або «Escerito Svizzero», які важко побачити неозброєним оком.